# 140th Wing

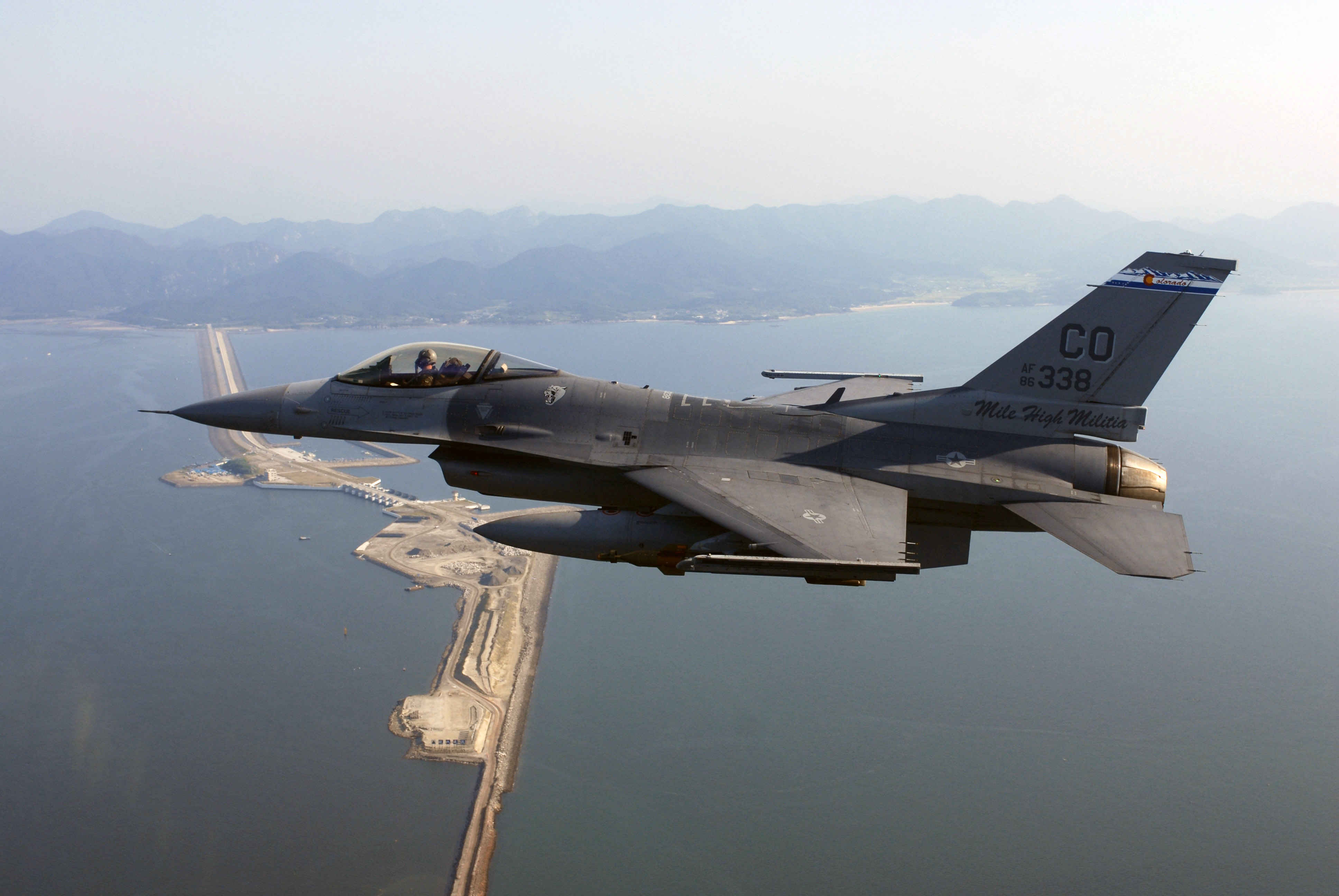
F-16C dello Stormo

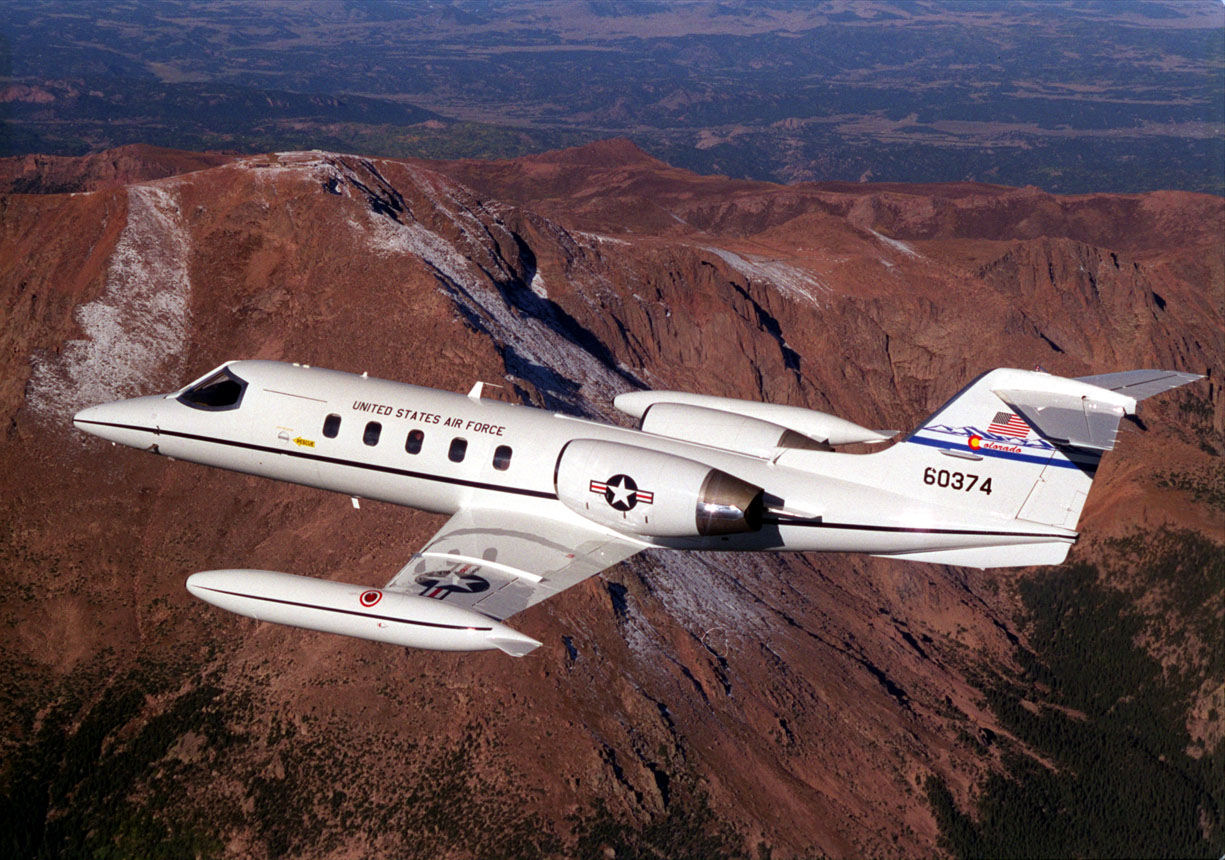
C-21A dello Stormo

Il 140th Wing è uno Stormo composito della Colorado Air National Guard. Riporta direttamente all'Air Combat Command quando attivato per il servizio federale. Il suo quartier generale è situato presso la Buckley Space Force Base, Colorado.

## Organizzazione
Attualmente, al settembre 2017, esso controlla:
- 140th Operations Group, codice visivo di coda CO, scritta di coda Mile High Militia
  - 140th Operations Support Squadron
  -  120th Fighter Squadron - Equipaggiato con F-16C/D
  -  200th Airlift Squadron, Peterson Air Force Base, Colorado - Equipaggiato con 2 C-21
- 140th Maintenance Group
  - 140th Maintenance Operations Flight
  - 140th Aircraft Maintenance Squadron
  - 140th Maintenance Squadron
- 140th Mission Support Group
  - 140th Force Support Squadron
  - 140th Civil Engineering Squadron
  - 140th Logistics Readiness Squadron
  - 140th Security Forces Squadron
  - 140th Communications Flight
- 140th Medical Group
  - 140th Medical Squadron
- 240th Civil Engineer Flight, Joint Base Pearl Harbor-Hickam, Hawaii